# Lotte im Dorf der Erfinder
Lotte im Dorf der Erfinder ist ein estnisch-lettischer Zeichentrickfilm von Heiki Ernits und Janno Põldma aus dem Jahr 2006.

## Handlung
Das Hundemädchen Lotte lebt in einem Dorf am Meer, in dem die meisten Einwohner leidenschaftliche Erfinder sind. Jährlich wird ein Erfinderwettstreit unter den Dorfbewohnern ausgetragen, bei dem das letzte Mal Lottes Vater Oskar gewonnen hat. Hase Adalbert hingegen, der wie sein Sohn Albert im Dorf keine Freunde hat, will den Wettbewerb in diesem Jahr gewinnen, um endlich bekannt zu werden und Freunde zu haben.
Bei einem Ausflug mit ihrem besten Freund, dem Katerkind Bruno, findet Lotte im Meer ein Buch, das sie in ihrem Haus zum Trocknen aufhängt. Nachts hört sie es im Buch husten und heraus fällt eine erkältete Biene. Sie stellt sich Lotte als Susumu vor und erklärt, dass sie in Japan in das Buch gefallen und bis zum Erfinderdorf übers Meer getrieben sei. Das Buch gehöre einem japanischen Professor, der es sicherlich vermisse. Da der Wind gerade ungünstig steht, kann Susumu von Lottes Vater nicht zurück nach Japan gebracht werden. Er bleibt da und Lotte zeigt ihm das Dorf und nimmt ihn zum Erfinderwettstreit mit. Den gewinnt Oskar mit seiner Waschmaschine, die auch bügeln und Kleidung zusammenlegen kann. Adalbert wiederum wird disqualifiziert als sich herausstellt, dass im Bauch seiner Gemüseschneidmaschine in Wirklichkeit seine Ehefrau Sophie sitzt und Gemüse schneidet.
Durch Susumu lernen die Dorfbewohner Judo kennen. Sie sind fasziniert von dem Sport und üben regelmäßig. Nur Bruno darf nicht mitmachen, erlaubt seine Mutter doch nicht, dass er Sport treibt. Brunos Vater war Sportler, wurde eines Tages beim Hammerwerfen davongetragen und kam nie wieder. Lotte bringt Bruno heimlich Judo bei. Beide werden dabei von Albert beobachtet, der für sich Judo übt und gerne mit beiden befreundet wäre. Alberts Vater Adalbert wiederum beobachtet Oskar, der an einer neuen Erfindung tüftelt. Er versucht immer wieder, die neue Erfindung zu kopieren, um vor seiner Familie besser dazustehen.
Eines Tages hat der Wind gedreht. Susumu kann am nächsten Tag per Ballon nach Japan zurückkehren. An diesem Tag findet in Japan auch der große Judowettkampf statt, an dem Lotte teilnehmen will. Jedes Team muss jedoch drei Mitglieder haben. Bruno darf mitkommen, weil überraschend sein Vater nach Hause zurückkehrt. Als Dritter schließt sich ihnen am Ende Albert an, der in Lotte und Bruno neue Freunde findet. Auch Oskar und Adalbert werden Kollegen und tauschen sich in ihrer Arbeit aus. In Japan erhält der Professor sein Buch zurück. Das Team Lotte besiegt das führende Team des Judo-Wettkampfs und alle brechen in Jubel aus.

## Produktion
Lotte im Dorf der Erfinder war nach Tom ja Fluffy und Lepatriinude jõulud die dritte Langanimationsfilmarbeit, bei der Heiki Ernits und Janno Põldma zusammenarbeiteten. Beide hatten zudem seit den 1980er-Jahren bei zahlreichen Kurzanimationsfilmen zusammen Regie geführt. Die Figur des Hundemädchens Lotte schufen beide im Jahr 2000. Sie wurde zunächst Hauptfigur der Serie Lotte, eine abenteuerliche Reise in den Süden (Lotte reis lõunamaale), die in Deutschland von KiKA im Rahmen des Sandmännchens ausgestrahlt wurde. Lotte im Dorf der Erfinder ist der erste Langfilm und wurde als Zeichentrick realisiert. Im Jahr 2012 erschien mit Lotte und das Geheimnis der Mondsteine eine Fortsetzung.
Lotte im Dorf der Erfinder erlebte am 23. Mai 2006 im Rahmen der Internationalen Filmfestspiele von Cannes seine Premiere. Er kam am 25. August 2006 in die lettischen und am 1. September 2006 in die estnischen Kinos. In Estland wurde der Film ein großer Publikumserfolg, so sahen ihn in den ersten drei Wochen bereits 54.000 Zuschauer. Der Film war zu dieser Zeit bereits erfolgreicher als der besucherstärkste Film 2005, Harry Potter und der Feuerkelch (46.616 Zuschauer). In Deutschland war der Film erstmals am 15. Februar 2007 auf der Berlinale 2007 zu sehen. Er lief in Deutschland am 22. Februar 2007 in den Kinos an und erschien am 5. Juni 2007 auf DVD.

## Synchronisation
| Rolle          | Synchronsprecher (original) | Synchronsprecher (deutsche Fassung) |
| -------------- | --------------------------- | ----------------------------------- |
| Lotte          | Evelin Pang                 | Jodie Blank                         |
| Bruno          | Andero Ermel                | Simon Illig                         |
| Susumu         | Elina Reinold               | Santiago Ziesmer                    |
| Oskar          | Lembit Ulfsak               | Claudio Maniscalco                  |
| Jaak           | Mait Malmsten               | Stefan Staudinger                   |
| Albert         | Argo Aadli                  | Sebastian Schulz                    |
| Adalbert       | Peeter Oja                  | Ilja Richter                        |
| Paula          | Piret Kalda                 | Petra Barthel                       |
| Anna           | Karmen Tabor                | Sabine Falkenberg                   |
| Maulwurf James | Aarne Üksküla               | Hasso Zorn                          |
| Maulwurf John  | Peeter Tammearu             | Lutz Riedel                         |

## Kritik
„Der ebenso kurzweilige wie humorvolle Zeichentrickfilm nimmt durch die liebevoll gestalteten Tierfiguren für sich ein und wartet immer wieder mit originellen Einfällen auf“, befand der film-dienst. Cinema nannte den Film ein „Trickfilm-Juwel für Menschen zwischen 4 und 10 Jahren. Poetisch, witzig und wunderbar verschroben“.

## Auszeichnungen
Auf dem lettischen Lielais Kristaps National Film Festival gewann der Film 2007 den Preis für den besten Langanimationsfilm. Zudem war er für den Preis in der Kategorie Bestes Drehbuch und Beste Musik nominiert.